# Erik Holmberg
Erik Holmberg (ur. 23 maja 1922 we Fredrikstadzie, zm. 18 września 1998 tamże) – norweski piłkarz występujący na pozycji obrońcy. Trener piłkarski.

## Kariera klubowa
Holmberg przez całą karierę występował w zespole Fredrikstad FK. Pięciokrotnie zdobył z nim mistrzostwo Norwegii (1949, 1951, 1952, 1954, 1957), a także raz Puchar Norwegii (1951).

## Kariera reprezentacyjna
W reprezentacji Norwegii Holmberg zadebiutował 8 lipca 1946 w przegranym 0:2 towarzyskim meczu z Danią. W 1952 roku znalazł się w kadrze na Letnie Igrzyska Olimpijskie, zakończone przez Norwegię na pierwszej rundzie. W latach 1946–1953 w drużynie narodowej rozegrał 27 spotkań.

## Kariera trenerska
W swojej karierze trenerskiej Holmberg trzykrotnie prowadził Fredrikstad FK, a także raz Østsiden IL. Wraz z Fredrikstadem w 1957 roku zdobył mistrzostwo Norwegii oraz Puchar Norwegii.